# X.400
X.400 — протокол, що являє собою набір рекомендацій з побудови системи передачі електронних повідомлень, що не залежать від використовуваних на сервері і клієнті операційних систем та апаратних засобів. Рекомендації
X.400 є результатом діяльності міжнародного комітету з засобів телекомунікацій (фр. CCITT, англ. ITU), створеного при Організації Об'єднаних Націй.